# Guaimario I di Salerno
Guaimario I (855 circa – 901) è stato un principe longobardo, principe di Salerno dall'880 al 901.

## Biografia
Divenne principe di Salerno nell'880, anno del ritiro di suo padre Guaiferio presso il monastero di Montecassino. Figlio del principe Guaiferio e di Landelaica, figlia di Landone I di Capua, fu associato al trono da suo padre a partire dall'877, secondo una pratica già inaugurata dalla precedente dinastia e proseguita poi fino alla caduta del principato salernitano nel 1078.
Sempre nell'877 accorse in aiuto all'imperatore Carlo il Grosso contro i Saraceni, ma non ebbe occasione di combattere poiché il sovrano evitò qualunque scontro fino a che non lasciò l'Italia. I saraceni si stabilirono ad Agropoli nell'881 e da lì minacciavano la stessa Salerno. Accanto ai musulmani, Guaimario dovette affrontare anche il vescovo-duca Atanasio II di Napoli, il quale aveva esteso il proprio controllo sul feudo di Capua, giuridicamente vassallo di Salerno. Sentendosi impotente dinanzi a tali plurime minacce, conscio di non poter contare su nessun appoggio occidentale, decise nell'886 di chiedere aiuto al Basileus dei Romei: pertanto, si recò insieme a Landone II di Capua a Costantinopoli per giurare fedeltà all'imperatore Leone VI il Saggio. Il Basileus accettò di buon grado l'offerta di Guaimario e, rendendolo formalmente suo vassallo, gli concesse i titoli di patrikios e protospatarios insieme ad un contingente di mercenari con cui contrastare la minaccia saracena. In cambio dell'aiuto e degli onori offertogli, però, Guaimario si sarebbe dovuto impegnare a riconoscere all'impero bizantino il diritto di poter inviare dei propri funzionari nel principato di Salerno, affinché lo affiancassero nell'amministrazione e nella gestione politica del Principato.
Guaimario sposò Itta, sorella di Guido IV di Spoleto: costui riconquistò nell'895 Benevento, città che era stata sottratta dal Principato Longobardo ed annessa all'Impero dei Romei nell'891 dallo stratego del thema di Longobarida Symbatichios. Presa Benevento, Guido IV offrì a Guaimario la reggenza di Benevento, ma questi perse l'occasione per l'insorgenza di alcune divergenze che ebbe con il gastaldo di Avellino, Adelferio, il quale imprigionò Guaimario (dopo averlo accecato) con sua moglie ad Avellino. Tuttavia, non è da escludere che ad aver giocato un ruolo cruciale nel tentennamento di Guaimario alla proposta di Guido furono i suoi oneri con l'impero bizantino: affinché non perdesse il suo titolo di patrikios ed affinché non rovinasse la stabilità del principato salernitano garantita dalle protezioni bizantine, egli dovette pensare che fosse opportuno tenersi fuori dai moti anti-bizantini di Guido.
Guido IV scese nuovamente in Campania e, posta d'assedio Avellino, riuscì a liberarlo: tuttavia ritornato a Salerno Guaimario era ormai piuttosto malconcio, nonché cieco.
Nell'893 aveva nominato co-reggente suo figlio Guaimario II, che tenne le sorti del principato durante la lunga assenza di suo padre. Al suo ritorno, scoppiò in città una rivolta istigata da una fazione napoletana supportata da Atanasio, ma i due Guaimari riuscirono a stroncarla. Come se la rivolta filo-napoletana non fosse già abbastanza, ad angustiare ulteriormente il popolo salernitano fu la condotta amministrativa di Guaimario I, divenuto particolarmente cattivo e dispotico, forse traumatizzato dall'accecamento e dalle vicissitudini della sua cattività avellinese: così, tra il 900 e il 901, Guaimario II persuase il padre affinché si ritirasse a vita privata (emulando suo padre Guaiferio) presso il monastero di San Massimo ove morì entro pochi mesi.